# 서울영등포경찰서
서울영등포경찰서(서울永登浦警察署, Seoul Yeongdeungpo Police Station)는 서울특별시경찰청이 관할하는 경찰서 중 하나이다. 서울특별시 영등포구 국회대로 608 (당산동3가)에 위치하고 있다.
서장은 총경으로 보한다.

## 연혁
- 1945년 10월 21일: 국립경찰로 창립
- 1966년 11월 25일: 노량진경찰서 신설 분할 18개 파출소 이관
- 1972년 12월 5일: 남부경찰서(현재는 금천경찰서) 신설 분할 2개 파출소 이관
- 1977년 2월 25일: 강서경찰서 신설 분할 6개 파출소 이관
- 1980년 11월 22일: 구로경찰서 신설 분할
- 1992년 8월 10일: 신축 준공 이전 (국회대로 608 (당산동3가 2-11)번지)

## 조직
| - 112종합상황실 - 청문감사관 - 경무과 - 생활안전과 | - 여성청소년과 - 경제범죄수사과 - 지능범죄수사과 - 형사과 | - 교통과 - 경비과 - 정보과 - 보안과 |

## 관할 지구대 및 파출소
서울영등포경찰서는 5개 지구대와 5개 파출소를 산하에 두고 있다.
| 명칭           | 사진 | 주소                          | 관할구역                                      |
| -------------- | ---- | ----------------------------- | --------------------------------------------- |
| 중앙지구대     |      | 영등포로46길 14 (영등포동3가) | 영등포동 2·3·5·6·7·8가, 영등포동 1·4가 일부   |
| 영2치안센터    |      | 서울 영등포구 버드나루로 1-1  |                                               |
| 여의도지구대   |      | 여의공원로 120 (여의도동)     | 여의도동                                      |
| 문래지구대     |      | 경인로 759 (문래동3가)        | 문래동, 도림동 일부, 영등포본동 일부          |
| 도림치안센터   |      | 서울 영등포구 도신로29길 13   |                                               |
| 신길지구대     |      | 신길로60다길 16 (신길동)      | 신길1·2·4동, 신길7동 일부                     |
| 신풍지구대     |      | 대방천로 195 (신길동)         | 신길3·5·6동, 신길7동 일부                     |
| 신길3치안센터  |      | 서울 영등포구 신길로 179-2    |                                               |
| 신길5치안센터  |      | 서울 영등포구 신길로23길 12   |                                               |
| 당산지구대     |      | 당산로 221 (당산동5가)        |                                               |
| 양평2치안센터  |      | 서울 영등포구 선유로53길 23   |                                               |
| 양평파출소     |      | 선유로 95 (양평동1가)         | 양평동 1·2가, 당산동 1·2·3가, 양평동 3가 일부 |
| 대림지구대     |      | 대림로23길 16-1 (대림동)      | 대림1·2동                                     |
| 대림3파출소    |      | 대림로 197 (대림동)           | 대림3동                                       |
| 영등포역파출소 |      | 경인로102길 13 (영등포동)     | 영등포본동 일부, 영등포동 1·4가 일부          |